# Peine de mort au Wyoming
Le Wyoming utilisa la pendaison comme mode d'exécution jusqu'en 1937, date à laquelle la chambre à gaz fut utilisée pour la première fois. Elle sera utilisée encore trois fois jusqu'en 1965. Après un moratoire de 12 ans, la peine capitale sera rétablie en 1977, mais la méthode de l'injection létale sera adoptée comme seule mode légale de mise à mort. Elle ne sera utilisée qu'une seule fois en 1992 contre Mark Hopkinson qui avait payé quelqu'un pour tuer toute une famille avec une bombe. Toutefois si l'injection létale est déclaré inconstitutionnelle l'État peut avoir recours à la chambre à gaz.
Le gouverneur peut gracier sans préalable, l'ordre d'exécution est signé par le juge. Le condamné peut choisir jusqu'à dix personnes pour assister à l'exécution avec deux ministres du culte, le shérif, deux médecins, le directeur général de l'administration pénitentiaire et les exécuteurs. Les exécutions ont désormais lieu dans une grande salle habituellement utilisée pour les conférences à minuit, à la prison de Rawlins.

## Exécutions depuis 1977
Les exécutions ont lieu à Rawlins, au pénitencier d’État du Wyoming (en).
| # | Criminel       | Date            | Méthode(s)       | Crime(s)                                                            | Gouverneur    |
| - | -------------- | --------------- | ---------------- | ------------------------------------------------------------------- | ------------- |
| 1 | Mark Hopkinson | 22 janvier 1992 | Injection létale | Meurtre en 1977 de trois personnes en faisant exploser leur maison. | Mike Sullivan |

## Couloir de la mort
En mai 2022 le couloir de la mort du Wyoming ne compte aucun condamné. Depuis 1977 un condamné a vu sa peine réduite en appel.

## Sources
- (en) La peine de mort dans le Wyoming